# Michaela Schabinger
Michaela Schabinger (23 maart 1961) is een atleet uit Duitsland.
Op de Olympische Zomerspelen van Los Angeles in 1984 liep Schabinger voor West-Duitsland op de 200 meter en op de 4x100 meter estafette.
Vier jaar later, op de Olympische Zomerspelen van Seoul in 1988, liep Schabinger de 4x400 meter estafette.

## Persoonlijk record
| Onderdeel | Resultaat | Jaar |
| --------- | --------- | ---- |
| 200 m     | 23.84     | 1984 |
| 400 m     | 52.20     | 1988 |
| 4x400 m   | 3:27.75   | 1988 |

| Onderdeel | Resultaat | Jaar |
| --------- | --------- | ---- |
| 200 m     | 23.57     | 1984 |
| 400 m     | 53.22     | 1988 |

- World Athletics: 14345894